# Ilemodes isogyna
Ilemodes isogyna là một loài bướm đêm thuộc phân họ Arctiinae, họ Erebidae.